# Sistema para la Autonomía y Atención a la Dependencia
El Sistema para la Autonomía y Atención a la Dependencia (SAAD) es el conjunto de servicios públicos y privados, así como de prestaciones económicas, que la Ley de Dependencia española destina a la promoción de la autonomía personal y a la atención y protección de las personas en situación de dependencia.

## Composición
El Sistema para la Autonomía y Atención a la Dependencia está compuesto por una Red de centros y servicios, tanto de propiedad de las Administraciones públicas como de titularidad privada.
Entre los centros y servicios públicos que forman parte del sistema se encuentran los centros de servicios sociales de las comunidades autónomas y de las entidades locales, tales como residencias de personas mayores o centros de día, así como los Centros de Referencia estatal para la promoción de la autonomía personal y para la atención y cuidado de situaciones de dependencia dependientes del IMSERSO.
Los centros de propiedad privada que formen parte del Sistema deben encontrarse previamente concertados con las Administraciones Públicas y debidamente acreditados (artículo 16.1 de la Ley de Dependencia).

## Servicios que forman parte del SAAD
El Sistema para la Autonomía y Atención a la Dependencia está integrado por los siguientes servicios:
- Servicios de Prevención de las Situaciones de Dependencia y de Promoción de la Autonomía Personal. Actuaciones de promoción de condiciones de vida saludables y de programas específicos de carácter preventivo y de rehabilitación dirigidos a las personas mayores,  a las personas con discapacidad y a quienes se ven afectados por procesos de hospitalización complejos. Se deben desarrollar coordinadamente entre los servicios sociales y los servicios sanitarios.
- Servicio de teleasistencia. La Teleasistencia tiene por finalidad atender a los beneficiarios, mediante el uso de tecnologías de la información y la comunicación, dando una respuesta inmediata ante situaciones de emergencia, inseguridad, soledad o aislamiento, con el fin de favorecer la permanencia de los usuarios en su residencia habitual.
- Servicio de Ayuda a domicilio. Atención personal en la realización de las actividades de la vida diaria y atención de las necesidades domésticas o del hogar: limpieza, lavado, cocina u otros.
- Servicio de Centro de Día y de Noche. Atención integral durante el periodo diurno o nocturno con el objetivo de mejorar o mantener el mayor nivel posible de autonomía personal y apoyar a las familias o cuidadores, desde un enfoque biopsicosocial, en sus necesidades de asesoramiento, prevención, rehabilitación, orientación para la promoción de la autonomía, habilitación o atención asistencial y personal.
- Servicio de Atención Residencial. Atención integral y continuada, de carácter personal, social y sanitario, que se presta en centros residenciales, tanto públicos como privados acreditados.

## Prestaciones económicas del SAAD
Las prestaciones económicas que integran el Sistema para la Autonomía y Atención a la Dependencia son:
- Prestación económica vinculada al servicio. Cuando no resulta posible el acceso a un servicio público o concertado de atención y cuidados, se concede un subsidio económico de carácter personal destinado a que el beneficiario adquiera ese servicio en el mercado.
- Prestación económica para cuidados en el entorno familiar y apoyo a cuidadores no profesionales. Se concede excepcionalmente cuando el beneficiario esté siendo atendido por su cónyuge, o sus parientes por consanguinidad, afinidad o adopción, hasta el tercer grado de parentesco, y lo hayan hecho durante el periodo previo de un año a la fecha de presentación de la solicitud, siempre que se den condiciones adecuadas de convivencia y de habitabilidad de la vivienda. Su finalidad es permitir al beneficiario continuar en su domicilio atendido por familiares cuidadores no profesionales.
- Prestación económica de asistencia personal. Para la contratación de una asistencia personal, durante un número de horas al día, que facilite al beneficiario el acceso a la educación y al mundo laboral, así como una vida más autónoma en el ejercicio de las actividades básicas de la vida diaria.

## Órganos del Sistema
La Ley de Dependencia configuró el Sistema para la Autonomía y Atención a la Dependencia  bajo el principio de la coordinación entre las distintas Administraciones Públicas. Para asegurar esta coordinación se creó un órgano de cooperación y cuatro órganos consultivos del Sistema:
Órgano de cooperación:
- Consejo Territorial de Servicios Sociales y del Sistema para la Autonomía y Atención a la Dependencia[3]

Órganos consultivos
- Comité Consultivo[4]
- Consejo Estatal de Personas Mayores[5]
- Consejo Nacional de la Discapacidad.[6]
- Consejo Estatal de Organizaciones no Gubernamentales de Acción Social.[7]